# Jonny Steele
Jonathan Steele, detto Jonny (Larne, 7 febbraio 1986), è un ex calciatore nordirlandese, di ruolo centrocampista.